# 네이블 오렌지 (노래)
〈네이블 오렌지〉(ネーブルオレンジ 네이브루오렌지[*])는 일본의 여성 아이돌 그룹 노기자카46의 38번째 싱글이다. 2025년 3월 26일에 N46Div.를 통해 발매되었다. 센터는 이노우에 나기와 나카니시 아루노가 맡았다.